# Rhetinantha schistostele
Rhetinantha schistostele är en orkidéart som först beskrevs av Rudolf Schlechter, och fick sitt nu gällande namn av Mario Alberto Blanco. Rhetinantha schistostele ingår i släktet Rhetinantha och familjen orkidéer.
Artens utbredningsområde är Costa Rica. Inga underarter finns listade i Catalogue of Life.